# Židovi u Mađarskoj
Židovi su jedna od nacionalnih manjina u Mađarskoj.
Prema mađarskim službenim statistikama, u Mađarskoj je 2001. živio 1.691 Židov.
438 stanovnika Mađarske govori ivrit s članovima obitelji ili prijateljima, a 1.229 ima afinitet s kulturnim vrijednostima i tradicijama židovskog naroda.